# Enniskillen (Ontario)
Enniskillen es un municipio canadiense situado en la provincia de Ontario.

## Superficie
Enniskillen tiene una superficie de 338,05 km².

## Demografía
En 2021, tenía 2825 habitantes, una densidad poblacional de 8,4 hab./km², y 1087 viviendas.